# Coenaculum secundum
Coenaculum secundum är en snäckart som beskrevs av Powell 1937. Coenaculum secundum ingår i släktet Coenaculum och familjen Eulimidae. Inga underarter finns listade i Catalogue of Life.